# Service public (émission de radio)
Service public est une émission de radio française diffusée sur France Inter, principalement à destination du consommateur et présentée par Guillaume Erner.
Elle est diffusée du lundi au vendredi de 10 h à 11 h, et est téléchargeable sous forme de fichiers MP3 via Podcasting.
En 2015 après un dernier sujet intitulé « La fin du service public ? » (29 juin 2015) elle est remplacée par une émission de reportages de Bruno Duvic.

## Description
Chaque jour un (ou plusieurs thèmes) d'actualité sont abordés. Régulièrement des experts, entreprises, associations de consommateurs sont invités pour donner leur opinion ou participer à des débats.
Au début (2006), tous les sujets étaient en rapport avec la consommation. Les objectifs étaient alors : informer le consommateur (ex: information et protection du consommateur), l'aider (cas particuliers par téléphone), appuyer ses intérêts.
Le concept de l'émission s'est élargi (depuis août 2011) pour aborder des thèmes qui ne sont pas directement liés à la consommation, mais ont un lien avec la vie quotidienne des Français et les grandes questions de société. 
Presque chaque jour une chronique est diffusée sur un sujet qui peut être différent du sujet principal, mais généralement en rapport avec la consommation.
De juillet 2011 à juillet 2013, l'émission s'achève par un reportage d'Hervé Pauchon tourné chaque semaine dans un lieu différent. Depuis septembre 2013, ce reportage est diffusé à 15h55.

### Exemples de sujets abordés
- Alimentation.
- Fournisseurs d'accès à internet.
- Opérateurs de téléphonie mobile.
- Services bancaires.

## Historique
L'émission a débuté en 2006, animée principalement par Isabelle Giordano (et Yves Decaens la première année) jusqu'en juin 2011. En 2011, l'équipe comptait vingt-cinq personnes
En 2008, Isabelle Giordano a publié un livre (Le guide du consommateur citoyen, Service public) « compilation de deux ans d'émission ».
En août 2011, Guillaume Erner, qui suppléait à l'occasion Isabelle Giordano, en devient le présentateur en titre, tandis que Isabelle Giordano prend en charge l'émission de divertissement Les Affranchis qui succède à l'émission le Fou du roi.
Octobre 2011, à l'occasion d'une interview de Guillaume Erner (ex professeur de sociologie), Télérama relève : « Et d'une émission de consommation, il est en train de faire une émission de sociologie. On est passé de sujets comme « Le sport est-il vraiment bon pour la santé ? » ou « La vérité sur le pouvoir d'achat », à « Lacan maintenant » ou « L'anthropologie familiale vue par Emmanuel Todd »... »
En 2014 Guillaume Erner publie plusieurs articles dans Le Huffington Post, en lien avec l'émission.
En juin 2015 l'émission cesse, Guillaume Erner part présenter l'émission Les Matins de France Culture,.

## Controverses
En 2007, Acrimed a publié un article critique analysant 3 émissions de Service public, consacrées à l'élection présidentielle française de 2007. Ces 3 émissions avaient pour titre On ne vous cache rien et pour objet « Le traitement de la campagne présidentielle sur France Inter en général et le respect du pluralisme et de l’équité en particulier ».
Les Nouveaux Chiens de garde (film) sorti en janvier 2012 a contribué à révéler que Isabelle Giordano "faisait des ménages", c'est-à-dire en jargon de journaliste, qu'elle avait des activités rémunérées pour des entreprises privées, et qu'elle a ensuite invité l'une d'elles (Sofinco) dans l'émission Service public. Ceci faisant craindre un conflit d'intérêts. Autre exemple, fin 2009, une situation ambigüe est analysée par Acrimed.
En 2009 le journal La Décroissance a un avis sévère sur cette émission (extrait: « n’est-ce pas se plier à une grille de lecture où tout est réduit à des choix de consommation ? »), un article paru sur Acrimed résume certains arguments.